# Dzidzilché (Tekom)
Dzidzilché es una localidad del municipio de Tekom en el estado de Yucatán, México.

## Toponimia
El nombre (Dzidzilché) significa en maya yucateco árbol de miel  (Gymnopodium floribundum).

## Demografía
Según el censo de 2005 realizado por el INEGI, la población de la localidad era de 10 habitantes, de los cuales 6 eran hombres y 4 eran mujeres.
| 16                          | 52 | 72 | 80 | 68 | 34 | 19 | 13 | 10 |
| (Fuente: INEGI [Consultar]) |    |    |    |    |    |    |    |    |